# Eopsiloceras
Eopsiloceras – rodzaj głowonogów z wymarłej podgromady amonitów, z rzędu Phylloceratida
Żył w okresie triasu (noryk).